# Роберт Л. Гибсон
Роберт Ли "Хут" Гибсон (енгл. Robert Lee "Hoot" Gibson; Копертаун, 30. октобар 1946) пензионисани је амерички пилот, ваздухопловни инжењер и астронаут. Изабран је за астронаута 1978. године.

## Биографија
Пре него што је изабран за астронаута, летео је као борбени пилот на F-4 фантому током рата у Вијетнаму у Америчкој ратној морнарици, којој се придружио по завршетку факултета 1969. Након рата, летео је као пробни пилот Морнарице, након завршене школе за пробне пилоте у Пакс Риверу, Мериленд, а такође је завршио и елитни TOPGUN курс у Сан Дијегу, Калифорнија. У својству пробног пилота изабран је за астронаута од стране НАСА 1978. године. Осим астронаутских дужности, у НАСА је обављао и разне друге одговорне функције, укључујући и шефа астронаутске канцеларије, од 1992. до 1994. године.
У свемир је летео пет пута, као пилот СТС-41-Б и као командант мисија СТС-61-Ц, СТС-27, СТС-47, СТС-71. Провео је 36 дана у свемиру.
Током каријере је забележио 14.000 часова лета и преко 300 слетања на носач авиона.
По завршетку средње школе 1964. године, пошао је на студије на Комјунити колеџ Сафолк округа, стекавши диплому из инжењерских наука 1966. године, док је на Политехничком државном универзитету Калифорније дипломирао ваздухопловну технику 1969. године.
Из Морнарице се пензионисао у чину капетана, а НАСА-у је напустио 15. новембра 1996. године и постао пилот Саутвест Ерлајнза, док није по сили закона отишао у пензију 2006. године и посветио се ваздухопловним тркама. Такође, био је тест пилот и оперативац компаније Бенсон. Члан је неколико кућа славних и носилац бројних друштвених признања, цивилних и војних одликовања.
Колега астронаут Чарлс Болден означио је Гибсона и Џона Јанга као најбоље пилоте које је срео у својој каријери. Од 17. године се бави летењем. Ожењен је колегиницом Маргарет Седон и има четворо деце.

## Галерија
- Гибсон (први ред, десно) као пилот мисије СТС-41-Б, 1983. године
- Гибсон пред лет, 1995. године
- Гибсон се рукује са Анатолијем Соловјовљевим, 1995. године
- Гибсон се рукује са руским колегом Владимиром Дежуровим у свемиру, 1995. године
- Гибсон као победник Рено ваздухопловних трка, 2015. године